# Place Dauphine
Place Dauphine er en offentlig plads beliggende på den vestlige ende af Île de la Cité i Paris' 1. arrondissement. Pladsen blev begyndt opført af Henrik 4. af Frankrig i 1607 som det andet af hans byggeprojekter for offentlige pladser i Paris, og den blev færdiggjort i 1616. Den første af disse pladser var Place Royale (i dag kaldet Place des Vosges). Pladsen er opkaldt efter hans søn, Dauphin de France, den senere Ludvig 13. af Frankrig, som blev født i 1601. Pladsen er trekantet, i modsætning til den kvadratiske Place des Vosges, og der er adgang til midten af broen Pont Neuf (påbegyndt i 1578, færdiggjort i 1606), som forbinder Seinens højre og venstre breder ved at krydse Île de la Cité. En gade, siden 1948 kaldet Rue Henri-Robert, strækker sig over fyrre meter og forbinder Place Dauphine med broen. Der, hvor gaden og broen møder hinanden, er der en anden plads kaldet Place du Pont-Neuf, og på den anden side af brostykket findes et parkområde kaldet Square du Vert-Galant.

## Historie
Place Dauphine blev planlagt og påbegyndt i perioden 1607-1610, mens Place Royale stadig var under opførelse. Pladsen var blandt Henrik 4.'s tidligste byggeprojekter og blev opført på en beliggenhed udstykket fra en enklave af Palais de la Cité (hvor Capetingerne boede før opførelsen af Palais du Louvre). Der var en en pavillon, beliggende i havens vestlige mur, som havde udsigt over to småøer i Seinen, som ikke var mere end et par muddertoppe på tidspunktet. En af småøerne blev inkorporeret i og udvidede Île de la Cité mod vest og udgør midtersektionen, eller terre-plein, af broen Pont Neuf (som stod færdig i 1606). En platform med rytterstatuen af Henrik 4. (opsat i 1614) blev også opført ved broen, og den anden lille ø blev fjernet. Place Dauphine skulle dække den vestlige del af Palais de la Cités have og det område, som opstod mellem haven og Pont Neuf.
Omtrent 3 hektar land blev overdraget til Achille de Harlay den 10. marts 1607 med instruktioner om at opføre et projekt ifølge den byplan, hvor beboelsesejendomme skulle samstemmes med en uniform og gentagende facade. Projektet bestod af to komponenter: en trekantet plads og en række af huse fra trekantens fod. Der var to indgange til pladsen: en i midten af den østlige række og en anden i den vestlige der åbner ud mod Pont Neuf. Den vestlige indgang til pladsen er flankeret af to ens pavilloner med facade mod broen og rytterstatuen af Henrik 4. på den anden side af gaden.
Det sidst færdiggjorte hus (i det sydøstlige hjørne af pladsen) blev færdiggjort i 1616. Oprindeligt blev alle husene opført med mere eller mindre ensartede facader, som mindede om dem på Place Royale, omend husene på Place Dauphine var mere beskedne. Hvert hus blev udgjort af stueetage med arkader i sten og forretninger, hvor en smal dør åbnede ind til en passage til den indre gård og en stejl trappe ledte op til de to øvre boligetager. Disse var i mursten med kalkstensdetaljer. Loftsetagen havde et stejlt skifertag med kviste, meget lig bygningerne på Place Royale, udover at husene på Place Dauphine var dækket af et kontinuerligt tag, og facaderne gav ikke indtryk af, at der var tale om flere separate huse. Egentlig var husene, bag facaderne, bygget af separate købere og varierede i grundplan og størrelse.
Siden pladsens opførelse er næsten alle husene omkring pladsen enten blevet hævet i højden, fået nye facader, ombygget eller erstattet med imitationer af de oprindelige bygninger. Kun to har bevaret deres oprindelige facade: pavillonerne mod Pont Neuf. I 1792, under den Franske Revolution, blev Place Dauphine omdøbt til Place Thionville, et navn, den bevarede indtil 1814. Den tidligere østlige række, voldsomt skadet af brande fra kampene under Pariserkommunen i 1871, blev revet ned og åbnede for udsigten til Palais de Justice.

## Galleri
- Place Dauphine set fra øst mod Pont Neuf i Vest
- Place Dauphine, marts 2017
- Bygninger af forskellig højde og varierende facader

## Fodnoter
1. ↑  Ballon (1991), s. 114-117, 122, 124.
2. ↑  Ballon (1991), s. 125-127.
3. ↑  Ballon (1991), s. 155.
4. ↑  Blunt (1999, s. 104) angiver, at disse elementer var lavet af stuk, mens Ayers (2004, s. 27) og Ballon (1991, s. 144) siger, at de var af sten.
5. ↑  Ballon (1991), s. 152.
6. ↑  Ballon (1991), s. 154-157.
7. 1 2  Ayers (2004), s. 27.
8. ↑  Boursin & Challamel (1893), s. 822.